# Бёрни, Чарлз
Чарлз Бёрни (англ. Charles Burney; 7 апреля 1726 года, Шрусбери, графство Шропшир — 12 апреля 1814 года, Челси, Лондон) — английский композитор, историк музыки и органист.

## Биография
Чарлз Бёрни родился в семье Джеймса Макбёрни (1678—1749), землемера и живописца-портретиста шотландского происхождения, и Энн Купер (ок. 1690—1775). Учился в школах в Кондовере, Шрусбери и Честере, где первым его наставником в области музыки стал местный органист Эдмунд Бейкер, ученик Джона Блоу; под его руководством Бёрни освоил орган и скрипку. В 1742 году продолжил обучение под руководством своего сводного брата Джемса Берни, бывшего в то время органистом в Шрусбери.
В 1744—1747 годах учился в Лондоне у Томаса Арна и уже в 1745 году дебютировал как композитор музыкой к пьесе Джеймса Томсона и Дэвида Маллета «Альфред» в театре «Друри-Лейн». До 1751 года был органистом в церкви св. Дионисия и одновременно — модным учителем музыки в аристократических домах; писал кантаты и инструментальные произведения, а также театральную музыку, в частности к пьесе «Робин Гуд» и пантомиме «Королева Маб» в 1750 году.
С 1751 года работал органистом в Кингс-Линне, в графстве Норфолк, преподавал игру на клавикорде. В 1760 году вернулся в Лондон, где работал в качестве педагога, исполнителя и композитора, написал в том числе «Оду к Святой Цецилии» (1759) и поставленную в «Друри-Лейн» в 1766 году оперу «Хитрец» (англ. The Cunning Man) — переделку «Деревенского колдуна» Жана-Жака Руссо; в 1769 году получил степень доктора музыки в Оксфордском университете.
В начале 1770 и в 1772 году Бёрни совершил две продолжительных поездки по Франции, Италии, Бельгии, Австрии, Германии и Нидерландам, опубликовав по их итогам книги «Современное состояние музыки во Франции и Италии» (англ. The Present State of Music in France and Italy; 1771) и «Современное состояние музыки в Германии, Нидерландах и Соединённых провинциях» (англ. The Present State of Music in Germany, the Netherlands and United Provinces; 1773), заслужившие основательное признание и переведённые на различные языки. С 1783 года и до конца жизни Бёрни работал в качестве органиста в колледже лондонского района Челси.
Важнейшим трудом Бёрни стала четырёхтомная «Всеобщая история музыки» (англ. A General History of Music; 1776—1789). Кроме того, ему принадлежит биография Пьетро Метастазио (1796), статьи о музыке для энциклопедии Абрахама Риза (1802), разнообразная камерная и хоровая музыка.
В 1802 году по просьбе астронома Уильяма Гершеля, искавшего название для новых типов небесных тел, Бёрни обратился к своему сыну Чарльзу Бёрни-младшему (1757—1817), учёному-классицисту, который и придумал термин «asteriskos» (др.-греч. ἀστεροειδής). Бёрни-старший предложил Гершелю переделать греческое слово на английский манер. Так родилось слово «астероид» (приставка «оид» означает «подобный»).